# (20104) 1995 OU
1995 أو يو (ويعرف أيضًا باسم (20104) 1995 أو يو وفق تسمية الكوكب الصغير) (بالإنجليزية: 1995 OU)‏ هو كويكب ضمن حزام الكويكبات؛ وترتيبه 20104 من حيث الاكتشاف.
اكتُشف هذا الجُرم الفلكي بواسطة تاكيشي أوراتا ‏ في 24 يوليو 1995.

## وصلات خارجية
- (20104) 1995 OU في قاعدة بيانات مختبر الدفع النفاث لأجرام النظام الشمسي الصغيرة

- الاكتشاف · مخطط المدار ·  العناصر المدارية · المعلمات المادية

- (20104) 1995 OU على موقع ويكي سكاي: DSS2, SDSS, GALEX, IRAS, Hydrogen α, X-Ray, Astrophoto, Sky Map, Articles and images